# ألبرتو دي لا بيلا
البيرتو ديلا بيلا (بالإسبانية: Alberto de la Bella)؛ مواليد 2 ديسمبر 1985 في سانتا كولوما دي جرامانيت، إسبانيا، هو لاعب كرة قدم إسباني يلعب لنادي ريال سوسيداد كمدافع.

## روابط خارجية
- ألبرتو دي لا بيلا على موقع قاعدة بيانات كرة القدم.إي يو (الإنجليزية)
- ألبرتو دي لا بيلا على موقع Soccerbase.com (لاعب) (الإنجليزية)
- ألبرتو دي لا بيلا على موقع Soccerway.com (الإنجليزية)
- ألبرتو دي لا بيلا على موقع كووورة
- ألبرتو دي لا بيلا على موقع AS.com (الإسبانية)